# Alloteropsis
Alloteropsis, biljni rod iz porodice trava iz suptropskog i tropskog Starog svijeta (Afrika i Azija). Postoji nekoliko vrsta zeljastog bilja, tri trajnice i dvije vrste jednogodišnjeg raslinja
Rod je smješten u podtribus Boivinellinae.

## Vrste
1. Alloteropsis angusta Stapf
2. Alloteropsis cimicina (L.) Stapf
3. Alloteropsis paniculata (Benth.) Stapf
4. Alloteropsis papillosa Clayton
5. Alloteropsis semialata (R.Br.) Hitchc.